# Cessna 165
«Сессна-165 Airmaster» (англ. Cessna 165 Airmaster) — американський легкий одномоторний літак. Випускався компанією «Сессна». Зіграв важливу роль у відновленні компанії «Сессна» в 30-ті роки XX століття після краху авіаційної промисловості під час Великої депресії в США.

## Історія літака Cessna 165

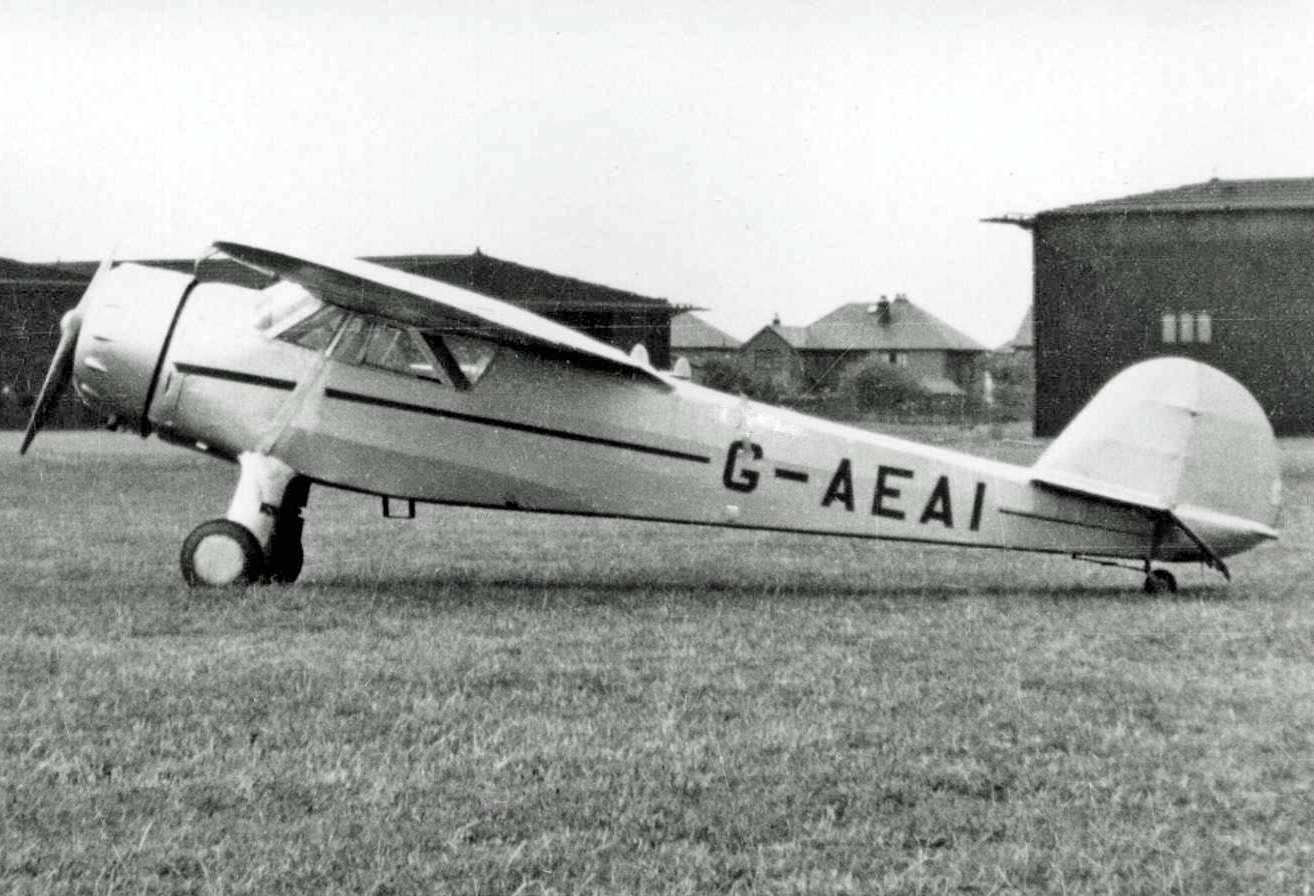
Cessna C-34 Airmaster (1936 р. в.) в аеропорту Блекпул в 1950 році

Літак Cessna C-165 був збудований в 1934 році, тому перше його найменування і було С-34. Подальший розвиток літак отримав у пізніх версіях: у версії С-37 (1937 року) літак отримав ширшу кабіну, покращене шасі і закрилки з електроприводом. С-38 отримав більше вертикальне хвостове оперення, вигнуті стійки шасі і посадковий щиток під фюзеляжем. Останньою модернізацією С-34 стали версії С-145 і С-165, яких було випущено 80 одиниць. Їх відмінність полягала у збільшенні довжини фюзеляжу і установка різних двигунів.

## Модифікації

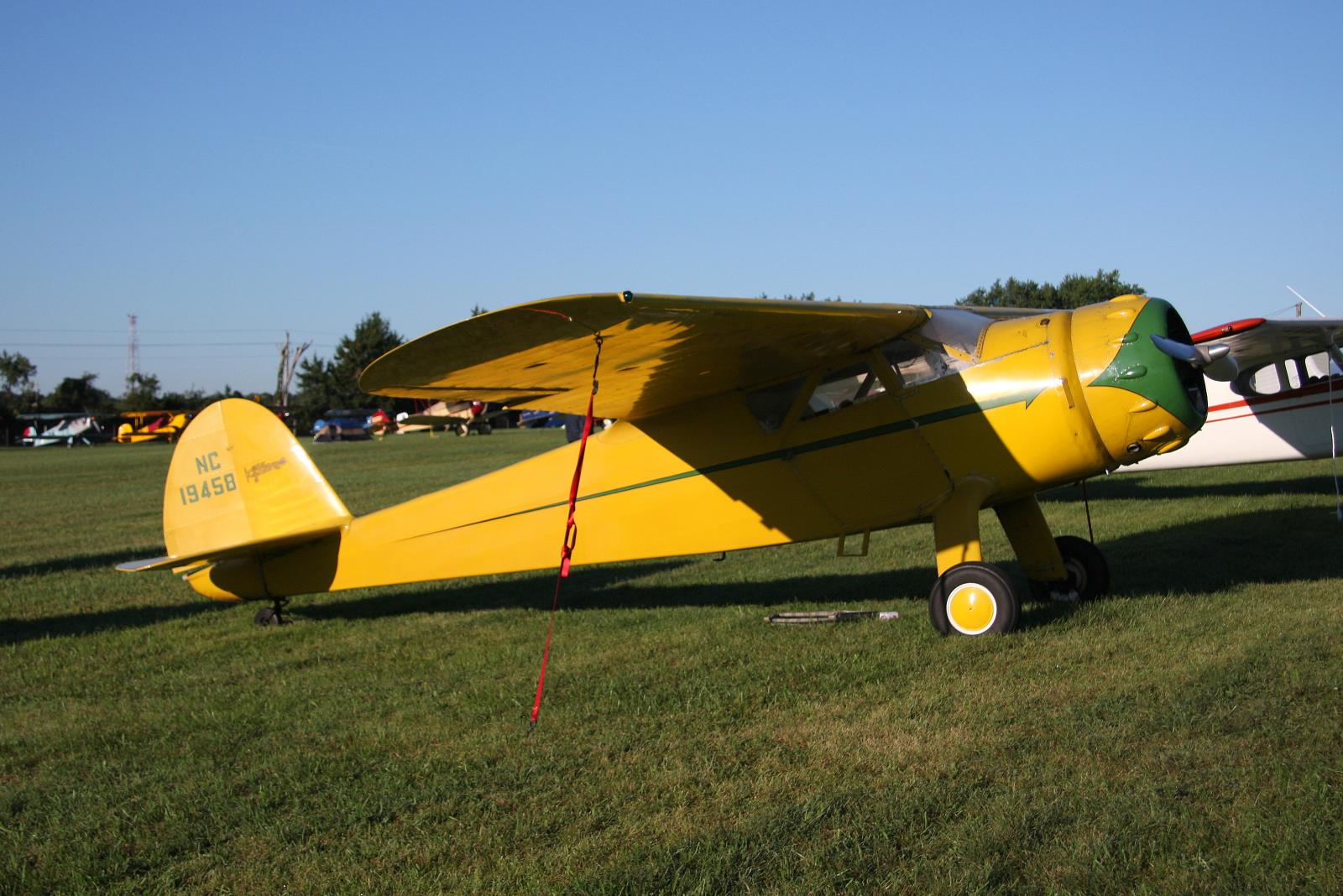
Cessna C-38 (1938 рік. Cessna C-38. С/номер 411). Фото 2010 року

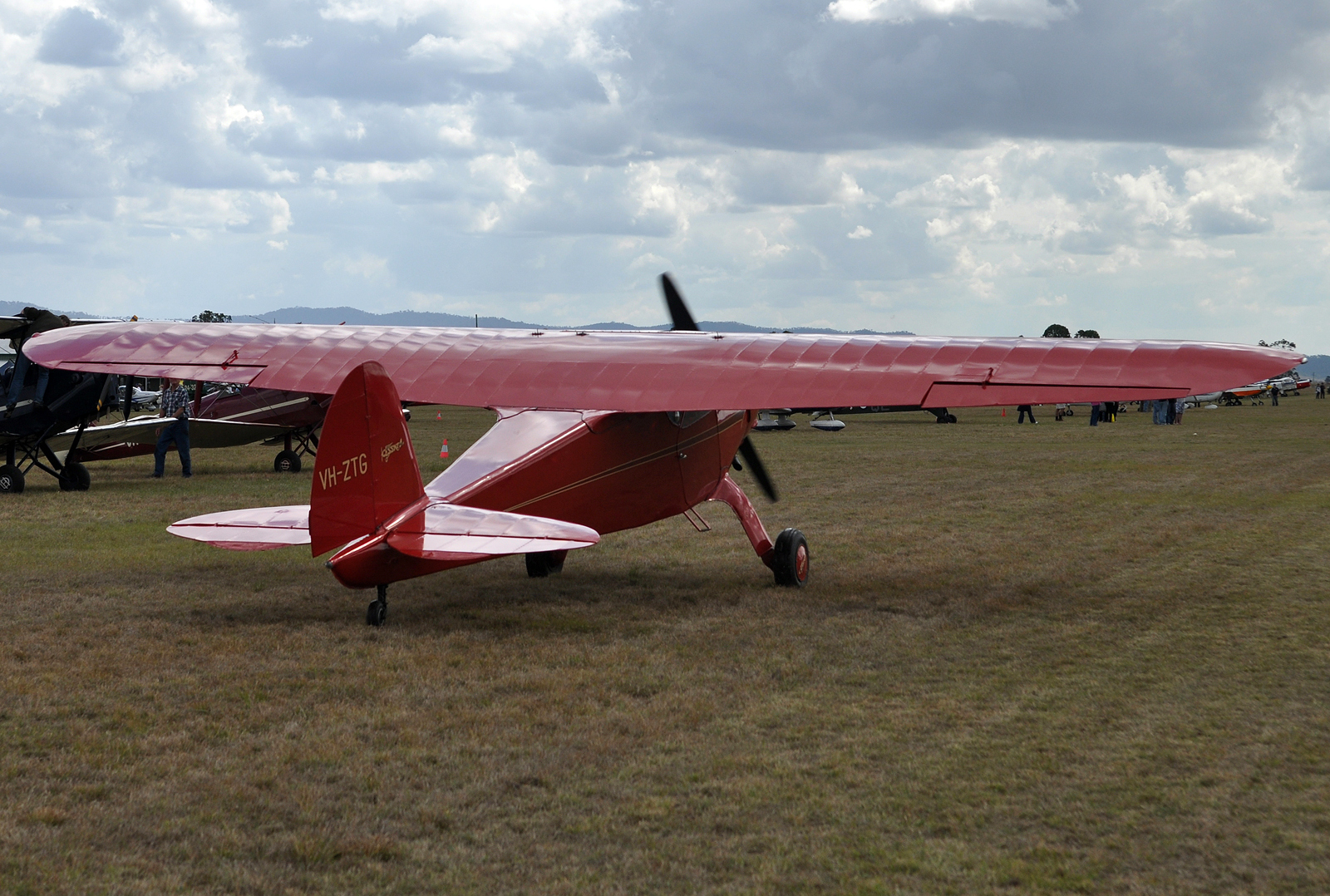
Cessna C-165 Airmaster (1941 рік. С/номер 589). Фото 2010 року

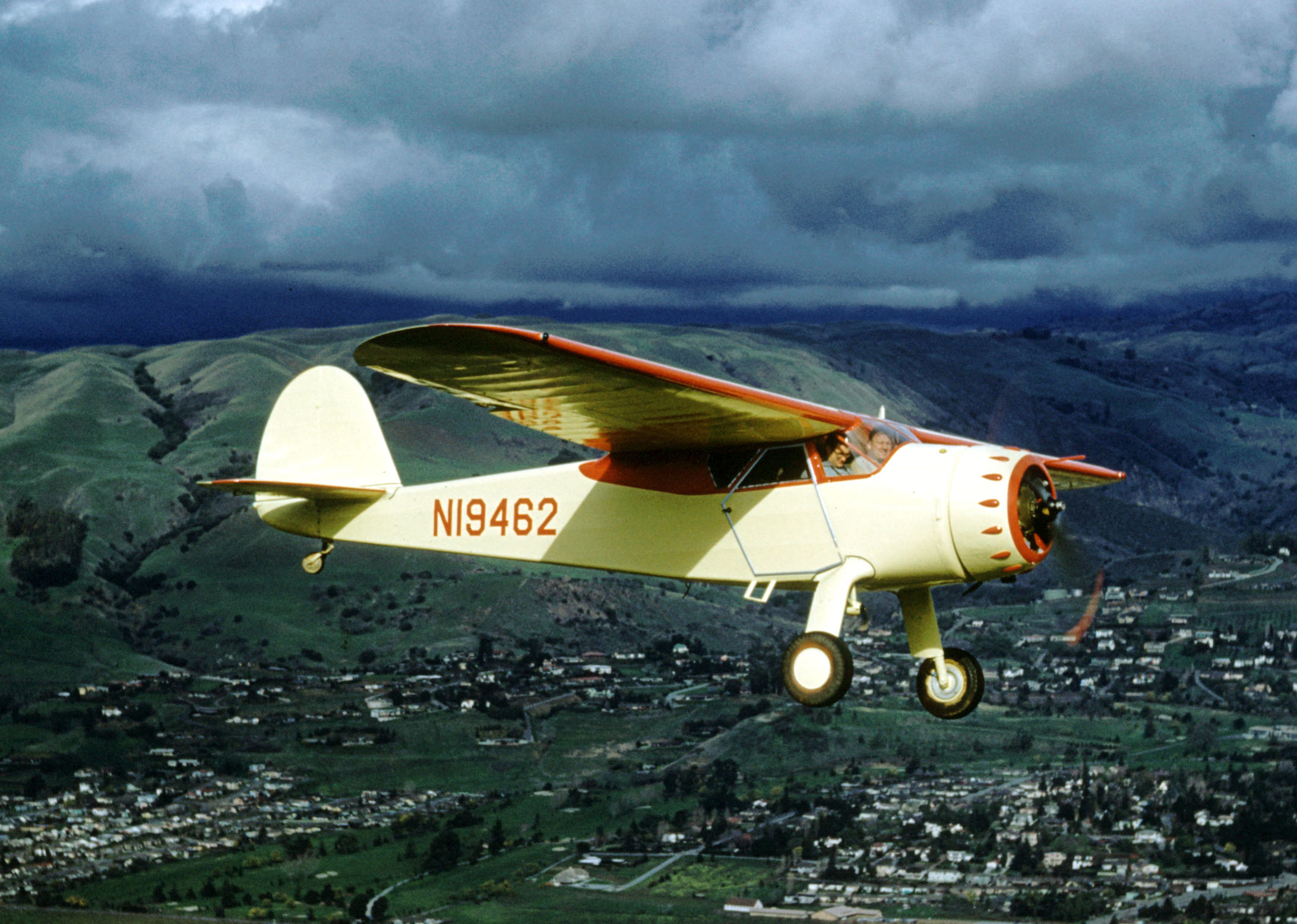
Cessna C-165 Airmaster (№ 19462)

C-34
Місткість 4 людини, включаючи пілота; двигун 145 к. с. (108 кВт); випущено 42 одиниці.
C-37
Збільшена (розширена) кабіна, покращене шасі і закрилки; випущено 46 одиниць.
C-38
Оснащена широкими шасі з вигнутими стійками шасі, збільшено вертикальне оперення; посадковий щиток під фюзеляжем; випущено 16 одиниць.
C-39
Оригінальне позначення Cessna C-145
C-145
Встановлений двигун Warner Super Scarab (145 к. с.); випущено 42 одиниці.
C-165
Встановлений двигун Warner Super Scarab (165 к. с.), радіальний поршневий.
C-165D
Встановлений двигун Warner Super Scarab (175 к. с.), зіркоподібний поршневий.
UC-77B
Версія Cessna C 34s для ВПС США; випущено 2 одиниці.
UC-77C
Версія Cessna C-37 для ВПС США; 1942 рік, випущена 1 одиниця.
UC-94
Версія Cessna C-165s для ВПС США; 1942 рік, випущено 3 одиниці.

## Льотно-технічні характеристики

### Технічні характеристики
- Екіпаж: 1 людина
- Пасажиромісткість: 3 людини
- Довжина: 7,52 м
- Розмах крила: 10,41 м
- Висота: 2,36 м
- Профіль крила: NACA 2412
- Маса порожнього: 626 кг
- Максимальна злітна маса: 1066 кг
- Маса корисного навантаження: 434 кг
- Двигуни: 1× Warner Super Scarab
- Потужність: 1× 108 kW (145 hp)

### Льотні характеристики
- Максимальна швидкість: 261 км/год
- Крейсерська швидкість: 243 км/год
- Практична дальність: 845-1263 км
- Практична стеля: 5500 м
- Швидкопідйомність: 305 м/хв

## Експлуатація
Австралія
- Королівські військово-повітряні сили Австралії

 Фінляндія
- Військово-повітряні сили Фінляндії

 США
- Військово-повітряні сили США